# FOSFAX
FOSFAX fue un fanzine y newszine de ciencia ficción estadounidense fundado en 1973; fue editado y publicado en Ohio como boletín del fandom FOSFA, acrónimo de Falls of the Ohio Science Fiction and Fantasy Association.
Durante su existencia tuvo varios editores: correlativamente desde 1973 la dirección editorial estuvo a cargo de Bob Roehm durante sus primeros 39 números, Shelby Bush III hasta el número 51, Keith Asay durante 23 números, Keith Chike por 5 números, Bruce Gardner por 26 números, Joseph Major con 4 números, mientras que en enero de 1987, con ya 111 ediciones, asume el cargo editorial Timothy Lane, una de sus etapas más exitosas dada la gran cantidad de nominaciones al Premio Hugo que recibió, junto con el premio Science Fiction Chronicle Readers Poll de 1989 y las posteriores nominaciones en 1992 y 1996.
Con siete nominaciones tras Challenger que tiene doce, FOSFAX es la segunda revista con más nominaciones al Premio Hugo al mejor fanzine, alcanzadas ininterrumpidamente entre 1988 hasta 1993, y luego en 1996.